# Micrometeorologie
Micrometeorologie is het onderdeel van de meteorologie dat zich bezighoudt met kleinschalige, kortstondige weersystemen. De tijdsduur van deze systemen is beperkt tot ongeveer een uur en afhankelijk van de definitie maximaal 1 tot 3 km groot. Daarmee zijn ze over het algemeen te klein om te worden weergegeven op een weerkaart. Het beperkt zich tot de wrijvingslaag, de onderste grenslaag van de atmosfeer.
Binnen de micrometeorologie wordt weer een onderverdeling gemaakt. Een veel gebruikte is die van Orlanski uit 1975:
| Schaal        | Afmeting   | Voorbeelden                              |
| ------------- | ---------- | ---------------------------------------- |
| Microschaal-γ | <20 m      | turbulentie, pluimen, ruwheid            |
| Microschaal-β | 20-200 m   | zandhoosjes, thermiek, zog               |
| Microschaal-α | 200-2000 m | tornado's, diepe convectie, korte golven |

## Noot
1. ↑  Orlanski, I. (1975): A rational subdivision of scales for atmospheric processes. Bulletin of the American Meteorological Society, 56(5), 527-530. Gearchiveerd op 12 december 2024.